# Бабаев, Мухтар Бахадур оглы
Мухтар Бахадур оглы Бабаев (азерб. Muxtar Babayev; род. 1967, Баку, Азербайджанская ССР) — азербайджанский государственный деятель. Министр экологии и природных ресурсов Азербайджана (2018—2025). Представитель Президента Азербайджана по вопросам климата (с 2025). Являлся президентом COP29.

## Биография
Мухтар Бабаев родился 16 октября 1967 года в Баку. В 1984 году окончил среднюю школу в Баку. В 1991 году окончил философский факультет МГУ по специальности «политология».  В 1994 году окончил Азербайджанский государственный экономический университет по специальности «внешнеэкономические связи».   
В 1991—1992 годы работал в Государственном комитете Азербайджана по экономике и планированию.  
В 1986—1988 годах служил в армии.
В 1992—1993 годах работал в Министерстве внешнеэкономических связей Азербайджана.
С 1994 по 2003 год работал в управлении внешнеэкономических связей Государственной нефтяной компании Азербайджана, с 2003 по 2007 год — в управлении маркетинга и экономических операций SOCAR. 
В 2000 году окончил Всероссийскую академию внешней торговли по специальности «мировая экономика». 
С 2007 по 2010 год занимал должность вице-президента SOCAR по вопросам экологии. С 2010 по 2018 год являлся председателем наблюдательного совета производственного объединения «Azerkimya». 
Член партии «Новый Азербайджан».
Депутат Национального собрания Азербайджана IV и V созывов (2010—2018). Сдал мандат в связи с назначением министром.
Министр экологии и природных ресурсов Азербайджана (23 апреля 2018 — 5 февраля 2025).
Представитель Президента Азербайджана по вопросам климата (с 5 февраля 2025).
С 7 января 2024 года являлся президентом 29-й сессии Конференции сторон Рамочной Конвенции ООН по вопросам изменения климата (СОР-29), 19-й сессии Встречи сторон Киотского протокола, а также 6-й сессии Встречи сторон Парижского соглашения.

## Награды
- Медаль «Прогресс» (19 сентября 2012)[6]
- Орден «Слава» (7 ноября 2017)[7]